# Karłuszowiec
Karłuszowiec (urzędowo: Kartuszowiec; niem. Carlshof) – część Tarnowskich Gór włączona w granice miasta 30 września 1924, położona na terenie dzielnicy Śródmieście-Centrum.

## Położenie
Obszar Karłuszowca obejmuje fragment miasta ograniczony ulicą Legionów od północy, Ogrodową od zachodu oraz Lipową od południa i wschodu wraz z ulicą Karłuszowiec przebiegającą przez ten obszar.